# Rüdiger Krüger
Rüdiger Carl Siegfried Krüger (* 12. Dezember 1951 in Darmstadt) ist ein deutscher (Alt-)Germanist, Literat, Bildungs- und Kulturmanager. Er lebt in Halle (Westf.). Seine literarischen Schriften veröffentlicht er unter dem nom de plume Siegfried Carl.

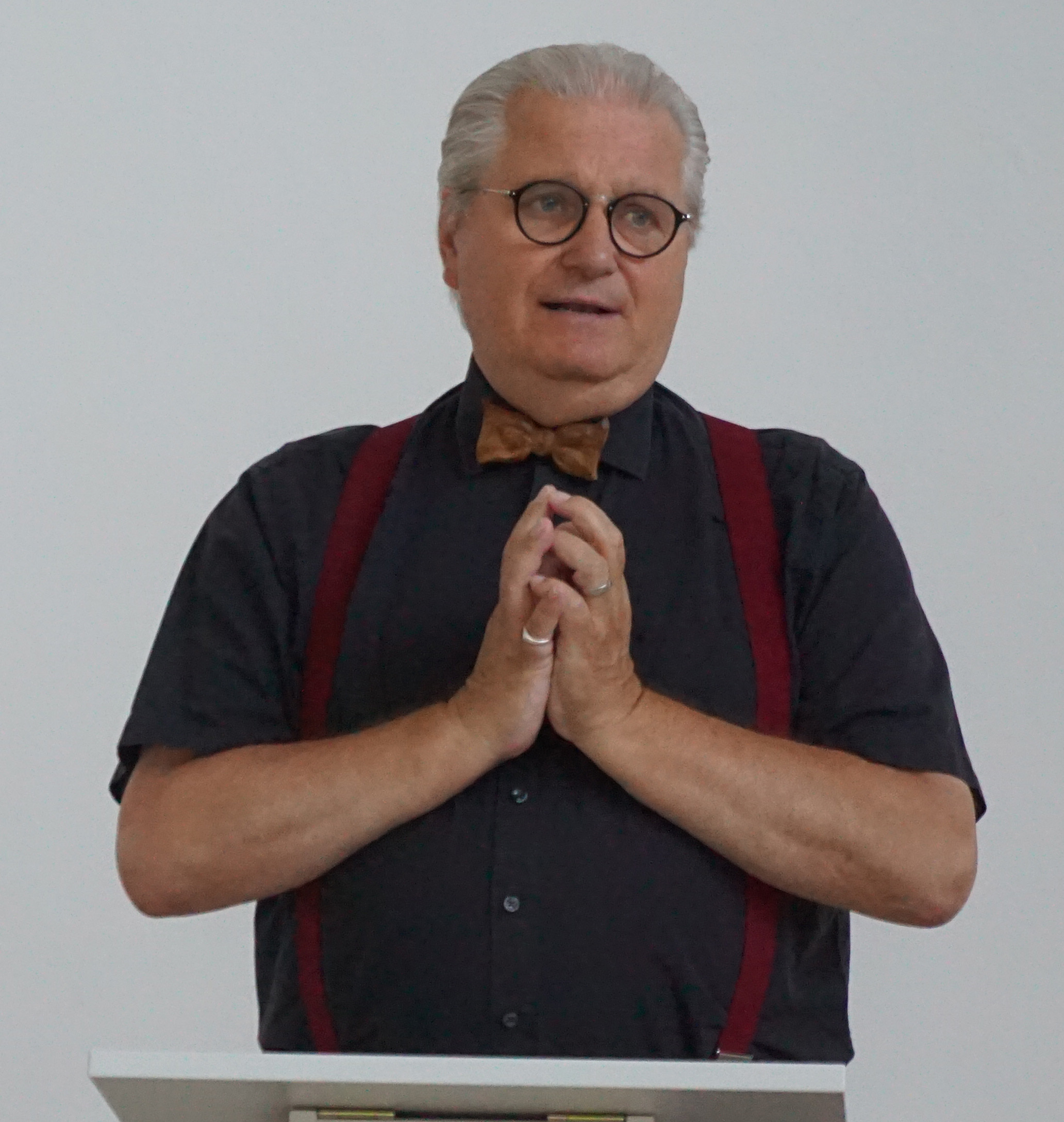
Rüdiger Krüger beim Vortrag

## Ausbildung und Beruf
Nach seiner Hochschulreife, die er 1971 am Albert-Einstein-Gymnasium in Böblingen ablegte, studierte Krüger an der Universität Stuttgart Germanistik, Philosophie und Geschichte; das Studium schloss er 1979 mit der Wissenschaftlichen Prüfung für das Lehramt an Gymnasien ab. Neben seinen Pflichtfächern studierte er vier Semester Musikwissenschaften, sowie zwei Semester Kunstgeschichte und Geschichte der Medizin (Naturwissenschaften und Technik). Seine wichtigsten akademischen Lehrer waren Günther Schweikle, Fritz Martini, Volker Klotz, Max Bense und August Nitschke. Daneben arbeitete er im krankenpflegerischen und pädagogischen Bereich – unter anderem als Wissenschaftliche Hilfskraft und dann als Wissenschaftlicher Angestellter am Institut für Literaturwissenschaften an der Universität Stuttgart (1976–1980), als Deutschlehrer am Ferdinand-Porsche-Gymnasium in Stuttgart-Zuffenhausen (1978–1979) und als Lehrbeauftragter und für fünf Jahre als Wissenschaftlicher Mitarbeiter in den Fächern Deutsch, Schulpraxis sowie Spiel- und Theaterpädagogik an der Pädagogischen Hochschule Ludwigsburg (1978–1987). 2003 kehrte er als Lehrbeauftragter für Qualitätsmanagement in Kultur- und Bildungsbetrieben an das Institut für Kulturmanagement der PH nach Ludwigsburg zurück.
Ab 1980 wirkte Krüger als Lehrbeauftragter für Germanistische Mediävistik an der Uni Stuttgart, wo er 1986 innerhalb der Philosophischen Fakultät mit einer Arbeit über den sogenannten Jüngeren Titurel (siehe unter den selbständigen wissenschaftlichen Publikationen) promovierte. Später war er wieder Lehrbeauftragter für Germanistische Mediävistik an der Universität Karlsruhe (1989–1997) und vertretungsweise Wissenschaftlicher Angestellter am Institut für Deutsche Sprache und Literatur der Johann Wolfgang Goethe-Universität Frankfurt am Main (1999–2000). In den Jahren 1980 bis 2000 war Krüger vielfach im Einsatz in der Lehrerfortbildung in Baden-Württemberg, Rheinland-Pfalz, Hessen und Bayern. Seit dem WS 2015/16 lehrt Krüger – auch nach seiner Verrentung – als Lehrbeauftragter an der Hochschule für Musik Detmold im Fach Liedgestaltung.
Seit Ende der 90er (1998 bei der CERTQUA, erneuert 2004 bei der ILEP) ist Krüger EFQM-Assessor und wirkt seit 2005 ehrenamtlich bei der Initiative Ludwig-Erhard-Preis mit.
Von 1987 bis 1997 war Krüger der Pädagogische Leiter und Geschäftsführer der VHS Oberes Enztal e. V. mit Sitz in Bad Wildbad (die Bildungseinrichtung wurde inzwischen in die VHS Calw integriert). Von 2000 bis 2020 war er Leiter der VHS Reckenberg-Ems, Zweckverband der Kommunen Rheda-Wiedenbrück, Rietberg, Herzebrock-Clarholz und Langenberg, mit Sitz in Rheda-Wiedenbrück und seit 2004 in Personalunion auch Geschäftsführer der Fortbildungs-Akademie Reckenberg-Ems (FARE) gGmbH, eines Tochterunternehmens der VHS Reckenberg-Ems. Seit 2012 hat die VHS Reckenberg-Ems den operativen Teil in eine gGmbH ausgegliedert; seitdem war Krüger VHS-Leiter des VHS-Zweckverbands-Gesamtunternehmens und Geschäftsführer der beiden Tochterunternehmen. Die konsequente Ausrichtung des Gesamtunternehmens nach den Qualitätsanforderungen der EFQM (seit 2005) wurde in 2018 und nach der grundlegenden EFQM Modellrevision nochmals 2020 mit dem German Excellence Award | Ludwig-Erhard-Preis in Gold gewürdigt. Im August 2020 ging Rüdiger Krüger in den Ruhestand.
Rüdiger Krüger ist Mitglied im Verband deutscher Schriftstellerinnen und Schriftsteller sowie im PEN-Zentrum Deutschland.

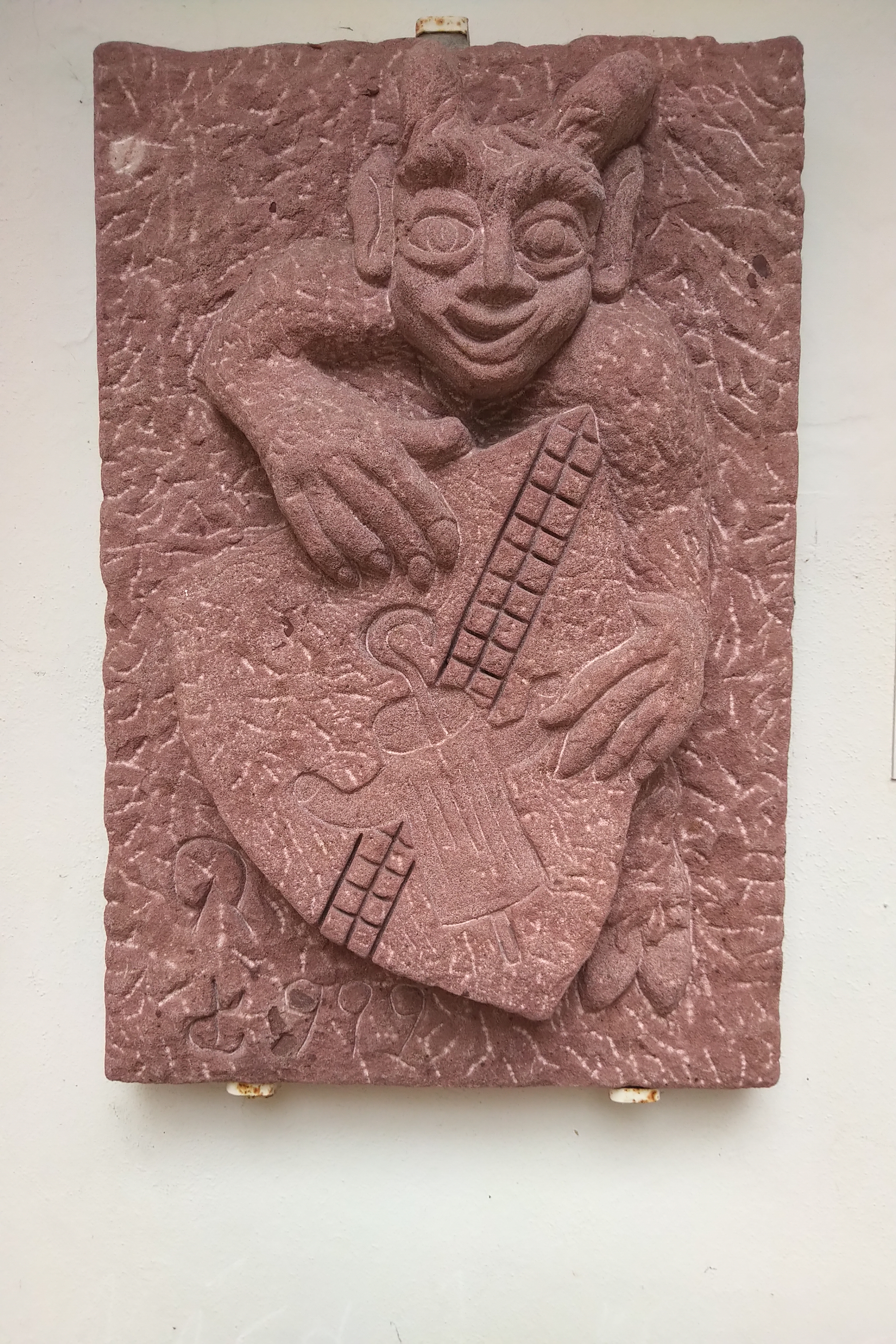
Sandstein-Relief von Rolf Michels, Gernsbach, am Rathaus Bad Herrenalb. Errichtet aus Anlass der Uraufführung Der Teufel von Herrenalb, 1999.

## Kulturmanagement
Von 1985 bis 1986 war Krüger Geschäftsführer der Ludwigsburger Schlossfestspiele. 1988 fungierte er als Mitbegründer der Musikfestspiele Rossini in Wildbad in Bad Wildbad, deren organisatorischer Leiter er von 1988 bis 1991 war; hier wirkte er auch als Mitgründer der Deutschen Rossini Gesellschaft e. V. und war Motor und erster Redakteur deren Zeitschrift La Gazzetta. Von 1992 bis 1994 übernahm er die organisatorische und künstlerische Beratung des Rossini Opernfestivals Rügen in Putbus und von 1999 bis 2001 die dramaturgische Beratung des Sommernachtstheaters Bad Herrenalb, für welches er unter seinem Pseudonym Siegfried Carl insgesamt drei Texte zu Freilicht-Theaterproduktionen – der sogenannten „Herrenalb-Trilogie“ (siehe unten) – verfasste. Seit 2000 ist er in Rheda-Wiedenbrück künstlerischer Leiter des Flora-Klassik-Sommers und der VHS-Meisterkonzerte (bis 2009), seit 2009 der Reihe musica da camera (in der Wintersaison) und von 2011 bis 2013 des Harmonie-Musik-Festivals mit dem Ma‘alot Quintett (im Mai) – jeweils mit Kammermusik in der Orangerie auf Schloss Rheda.
Die Vermittlung von Literatur in Lehraufträgen, Vorträgen und Moderationen ist ein wesentlicher Teil der praktischen Kulturarbeit Krügers. Im Sommersemester 2025 etwa hielt er seine 500ste Litterarische Mittwochsgesellschaft (Eigenschreibweise nach Schopenhauer, Die Welt als Wille und Vorstellung, 1818) über die Bibliothek des Klosters Corvey. In der 1988 begründeten Vortragsreihe beleuchtet er mindestens einmal pro Monat in drei Unterrichtsstunden ein Thema, einen Autor oder ein Werk der deutschen Literaturgeschichte auf hintergründige Weise.

## Wissenschaftliche Publikationen
Krügers wissenschaftliche Veröffentlichungen befassen sich zum überwiegenden Teil mit (alt)germanistischen, ästhetischen, kulturgeschichtlichen sowie didaktischen und (erwachsenen)pädagogischen Themen. Als Herausgeber übernahm er die redaktionelle Betreuung unterschiedlichster Publikationen, auch im Bereich der Neuen Medien. Außerdem schreibt er regelmäßig Zeitungs- und Zeitschriftenartikel sowie Rezensionen zu den unterschiedlichen Themen.

### Selbständige Schriften
- Deutsche Lyrik des Mittelalters. Walther von der Vogelweide – Auswahl aus den Minneliedern, den politischen Sprüchen und der Altersdichtung. Buchner, Bamberg 1983, ISBN 978-3-7661-4405-8
- Studien zur Rezeption des sogenannten „Jüngeren Titurel“. (Diss. phil.). helfant edition, Stuttgart 1986, ISBN 3-925184-30-9
- puella bella – Die Beschreibung der schönen Frau in der Minnelyrik des 12. und 13. Jahrhunderts. helfant edition, Stuttgart 1986 und 1993; ISBN 978-3-925184-06-2.
- „Elastisch nur Elastisch“ – Ludwig Seeger im Wildbad. Bad Wildbad 1994.
- Hans Folz: Das Bäderbüchlein. Faksimile – Edition – Kommentar. helfant edition, Stuttgart 1995, ISBN 978-3-929030-00-6.

### Beiträge in Sammelbänden und Zeitschriften
- Textverarbeitung – Historische und aktuelle Aspekte eines Fachworts; in: Muttersprache 94 (1983/84), S. 235–247.
- „Gen disen Wihenahten“ – Mittelhochdeutsche Lyrik im Literaturunterricht; in: karlsruher pädagogische beiträge, heft 8 (1983/84), S. 78–111.
- Frauenschönheit – Beschreibung und Vergegenwärtigung; in: Praxis Deutsch 66 (1984), S. 46–50.
- Artikel zur Musik, zum Musikleben, zur Literaturgeschichte und zum Dialekt; in: Kennzeichen LB – Heimatkunde für den Landkreis Ludwigsburg (Hrsg. Hermann Burkhardt). Lutz, Lörrach und Klett, Stuttgart 1988, ISBN 3-12-258350-X.
- Bibliographie Günther Schweikle; in: „Ist zwîvel herzen nâchgebûr“ – Günther Schweikle zum 60. Geburtstag (Hrsg. Rüdiger Krüger, Jürgen Kühnel und Joachim Kuolt). helfant edition, Stuttgart 1989, S. 399–403. ISBN 978-3-925184-35-2
- Gioachino Rossini und Wildbad im Schwarzwald; in: Der Landkreis Calw – Ein Jahrbuch, Bd. 8, Calw 1990, S. 106–114.
- Artikel zum mittelalterlichen Spiel, zur Theatergeschichte sowie zu poetologischen und metrischen Fragestellungen; in: Peter Dinzelbacher (Hrsg.): Sachwörterbuch der Mediävistik (= Kröners Taschenausgabe. Band 477). Kröner, Stuttgart 1992, ISBN 3-520-47701-7.
- Subjektiver Dreisprung über „Besonderheiten kleiner Volkshochschulen“; in: Volkshochschule, Zeitschrift des Deutschen Volkshochschul-Verbandes, Heft 6 (1992), S. 8–11.
- Ludwig Seeger. Poet – Publizist – Politiker.; in: Der Landkreis Calw – Ein Jahrbuch, Bd. 11, Calw 1993, S. 38–56.
- Die Geschichte der Rechtschreibung der letzten 25 Jahre – Ein Bericht an die Mitglieder der Sektion „Deutsche Sprache“; in: Osnabrücker Beiträge zur Sprachtheorie, 1999, S. 113–134 (gemeinsam mit Jakob Ossner), ISBN 3-924110-60-3
- Lyrik als Provokation; in: Kultur unter Spannung (Hrsg. Reiner Küppers). Kadmos, Berlin 2011, S. 115–129, ISBN 978-3-86599-150-8.
- Zur Situation der katholischen Kirche im preußischen Wiedenbrück im Spiegel des Lebens der Luise Hensel und ihrer Briefe an Christoph Bernhard Schlüter.; in: Der Kreis Wiedenbrück in seinen ersten Jahrzehnten. Strukturen und Personen. (Hrsg. Johannes Meier) (Veröffentlichungen aus dem Kreisarchiv Gütersloh Bd. 15). Verlag für Regionalgeschichte, Bielefeld 2018, S. 119–153, ISBN 978-3-7395-1115-3.

## Essayistische Schriften
- Vom Handwerk des Poeten – ein Versuch und Übersetzung der französischen Tagebuchaufzeichnungen von Alin Anseeuw (mit Sabina Baldi); in: Erste Ludwigsburger Begegnung 1984 – Deutsche, italienische und französische Autoren im Gespräch. Mit einem Vorwort von Friedrich Winterscheidt und sechzehn Holzschnitten von Hermann Burkhardt (Hrsg. Rüdiger Krüger). Schellenberg, Schwäbisch Hall 1985, S. 81–87 und 91–99. ISBN 978-3-924939-00-7
- Über Johann Wolfgang von Goethe – „Die Leiden des jungen Werthers“; in: Programmheft Jules Massenet: Werther. Stadttheater Bremerhaven 10/1993–94, S. 2–9.
- Über Leben und Überleben im Schwarzwald; in: Programmheft Léon Jessel: Schwarzwaldmädel. Stadttheater Bremerhaven 20/1993–94, S. 2–10.
- „Kunst gibt nicht das Sichtbare wieder, sondern macht sichtbar“ – Karin Bukowski, Georg Gradistanac und der Kunstkreis Schömberg; in: Der Landkreis Calw – Ein Jahrbuch, Bd. 13, Calw 1995, S. 104–120.
- Annalen zu Luise Hensel – verwoben mit Daten zu Wilhelm Hensel und Fanny Hensel, geb. Mendelssohn, sowie Felix Mendelssohn Bartholdy. Rheda-Wiedenbrück 2005.
- Gedanken über die Ästhetik der Wollust  (Rüdiger Krüger; Essay, S. 16–17) sowie singbare deutschsprachige Nachdichtungen zu Gioachino Rossinis Recitativo ritmato („Farò come colui che piange e dice“ – Dante / Francesca da Rimini) (Siegfried Carl) in der von Guido Johannes Joerg herausgegebenen ersten musikkritischen Ausgabe des Klavierlieds (in zwei Fassungen um 1856 und nach 1865), Dohr, Köln 2025.

## Literarische Schriften (als Siegfried Carl)
Seine literarischen und belletristischen Schriften (vor allem Lyrik, Schauspiele und Opernlibretti) schreibt und veröffentlicht Rüdiger Krüger unter seinem nom de plume Siegfried Carl. Seine Themen kreisen dabei oft um seine eigenen Fachrichtungen Germanistik und Geschichte.
Dichten ist die säkulare und damit zeitgemäße Form des Betens: Das Gedicht ist ein Reden der Emotion und des Intellekts mit dem Du; in Lachen und Weinen, Bitte und Fluch, Klage und Anklage, Dank und 'Anbetung'.
(Siegfried Carl: Lyrischer Katechismus)
- Zoologisches und Unlogisches – tierische Reimereien. Ludwigsburg 1986, Bad Wildbad 1992 und als Programmheft der Kinderkonzerte beim Rossini Opernfestival Rügen 1993.
- Ludwigsburger Symposion; in: „Ist zwîvel herzen nâchgebûr“ – Günther Schweikle zum 60. Geburtstag (Hrsg. Rüdiger Krüger, Jürgen Kühnel und Joachim Kuolt). helfant edition, Stuttgart 1989, S. 389–397. ISBN 978-3-925184-35-2
- Neuester Physiologus oder „Was tut der Salamander im Schilde Paracalsi“ nebst einigen cacophrastischen Sonetten getreulich aufgezeichnet nach alten flegetanischen Schriften von Siegfried Carl; in: Parerga Paracelsica – Heidelberger Studien zur Naturkunde der frühen Neuzeit, Bd. 3 (Hrsg. Joachim Telle). Steiner, Stuttgart 1991, S. 405–410; die vier „Cacophrastischen Sonette“ wieder abgedruckt in: Joachim Telle (Hg.), Paracelsus im Gedicht. Theophrastus von Hohenheim in der Poesie des 16. bis 21. Jahrhunderts. Eine vielsprachige Anthologie unter Mitwirkung von Sven Limbeck. 2008, S. 207f; ISBN 978-3-87646-108-3
- Mozart auf der Reise nach Bologna; in: Programmheft zu einem Arienabend beim Rossini Opernfestival Rügen 1993; Wiederabdruck in: La Gazzetta, 4. Jg., 1994; erweiterte Textfassung als Einstimmung zu Guido Johannes Joerg: „Göttlicher Meister, ich habe dich verkannt!“ – Gioachino Rossini aus der Sicht des frühen biographischen Schrifttums in deutscher Sprache, nach den originalen Quellen transkribiert, eingeleitet und kommentiert, Dohr, Köln 2020, Bd. I, S. 3–6 (Kommentare in Bd. III, S. 1–2), ISBN 978-3-86846-150-3.
- Vier quixotische Sonette; in: Programmheft Ludwig Minkus: Don Quixote. Stadttheater Bremerhaven 4/1994-95.
- Das Märchen von Aschenputtel, neu in Verse gebracht von Siegfried Carl; in: Programmheft Sergej Prokofjew: Aschenputtel. Stadttheater Bremerhaven 9/1994–95, S. 4–16; Wiederabdruck in: Kompass 5. Schöningh, Paderborn 1999, S. 55–60, ISBN 3-506-25920-2.
- „carpe diem“ und „memento mori“, zwei Gedichtzyklen von Siegfried Carl; in: Das Gedicht. Edition L, Loßburg/Hockenheim 1994, ISBN 3-930045-06-0.
- planeten antikisch – 6°x{[7x(3x2)]+[3x(3x2)]}=10x36°=360° zu Gustav Holst: The Planets, op. 32; in: Programmheft Sechstes Sinfoniekonzert, Stadttheater Bremerhaven 20/1994-95, S. 14f.
- „Tamagotchi“ oder „vergiss die Reset-Taste“ – Ein Märchen für Kinder und Erwachsene. (Libretto zur Musik der Kinderoper von Joschi Krüger). Grebenstein 1998.
- Toleranz-Sonate (für drei weibliche und eine männliche Stimme sowie einen Jongleur mit drei Bällen). Eine Hymnen-Collage in drei Sätzen. Rheda-Wiedenbrück 2001. – Uraufführung September 2001 in Palamós.
- Herrenalb-Trilogie 1999–2001 (Sonderdrucke der KSK Calw zu den Aufführungen des Sommertheaters Bad Herrenalb, jeweils im Juni/Juli 1999–2001):
  - Der Teufel von Herrenalb. Eine Geschichte um Klosterleben, Inquisition, Liebe, Verrat und Rettung während der Proben des Herrenalber Weltgerichtsspiels zum 350. Jahr der Klostergründung im Sommer 1499 in 13 Szenen von Siegfried Carl. Grebenstein 1999.
  - Alva & Aquarius. Liebesleid und Liebesfreud – oder – Die himmlische Hochzeit der Alb mit dem Wassermann (Ein Liebesspiel aus der Welt der europäischen Mythen und Märchen – um griechische Götter, die Elemente, Natur- und Wassergeister…). 12 ko(s)mische Szenen in einer schwül-heißen Sommernacht geträumt von Siegfried Carl. Grebenstein 2000.
  - Ein MordsSommer im Albtal. Eine Kriminalstory um Ankunft und Abschied, Krankheit und Gesundheit, gute Luft und kaltes Wasser, Flirt und Eifersucht, Liebe und Intrige, Mord und Totschlag… im Herrenalb der Weimarer Republik. Rheda-Wiedenbrück 2001.
- Der Schachzug oder Das Bauernopfer (Eine Szene aus dem 10. Jahrhundert als Demonstration der Machtpolitik der Ottonen im Spiel der weltlichen und kirchlichen Gewalten). Rheda-Wiedenbrück 2002.
- Muschelohr & Ohrenweide – Liebeslyrik. mv-verlag, Münster 2003, ISBN 3-936600-70-8.
- Mayerling – Requiem einer Liebe. Eine musikalische Schmonzette um Liebeslust & Liebesleid, Liebesrausch & Liebestod in 5 Szenen; CrossOverOpera, Musik von Ricardo Urbetsch. Rheda-Wiedenbrück/Dortmund 2006. – Uraufführung am 14. Februar 2006 auf Schloss Nordkirchen.
- 36 Fußballkanzonen – Zur Fußballweltmeisterschaft 2006. Erschienen täglich vom 10. Juni bis 11. Juli in der Tageszeitung Die Glocke, Oelde/Rheda-Wiedenbrück 2006.
- Elegien der Liebe. Musik von Ricardo Urbetsch. Rheda-Wiedenbrück/Dortmund 2007.
- Zwiegespräche. Sechs Sonette auf Wiedenbrücker Skulpturen. Rheda-Wiedenbrück 2008.
- Sonnengesang oder Der Sturz des Phaëton. Oratorium, Musik von Ricardo Urbetsch. Rheda-Wiedenbrück/Dortmund 2008. Text publiziert in: zeno – Jahrheft für Literatur und Kritik.[5] Heft 31 „Werte“, 32. Jg. 2011, S. 147–154.
- „... und Apoll weint“ – Frédéric Chopin zum 200sten Geburtstag. Erstlesung am 1. März 2010 in der Oranienburg auf Schloss Nordkirchen. Festveranstaltung am 200. Geburtstag von Frédéric Chopin.[6]
- Der Kuss der Musen – Franz Liszt zum 200sten Geburtstag. Erstlesung am 22. Oktober 2011 im Jupiter-Saal auf Schloss Nordkirchen. Festkonzert am 200. Geburtstag von Franz Liszt.[7]
- Zoologische Fantasie – zum Vortrag rund um „Le carnaval des animaux“ von Camille Saint-Saëns. Rheda-Wiedenbrück/Werther 2014/2019.

### Vertonungen (Auswahl)
- Ricardo Urbetsch: carpe diem, fünf Lieder für Sopran und Klavier. Dortmund 2004.
- Urbetsch: Frühlingslied für Sopran und Klavier. Dortmund 2005.
- Urbetsch: Mayerling – Requiem einer Liebe, „musikalische Schmonzette“·(auch Kammer Musical oder CrossOverOpera). Dortmund 2005/06.[8]

Über die Uraufführung am 16. Februar 2006, an der unter anderem Aylin Tezel unmittelbar vor Beginn ihrer Schauspielkarriere, zusammen mit ihrer älteren Schwester, in einer Ballettszene mitwirkte, schrieb die WAZ: „Ricardo Urbetsch und Siegfried Carl (Idee, Libretto) fügten ein Kunstwerk zusammen, das in Kleinstform vieles konzentriert: große Oper, shakespearsche Rüpelszenen, heere Gefühle, Witz und Verse, Ballett und Orchester.“ und das Westfalen-Blatt: „Die rund 300 Zuschauer der ausverkauften Uraufführung der CrossOverOpera Mayerling – Requiem einer Liebe […] bedankten sich mit Standing Ovations […] für zwei Stunden Romantik mit Gänsehauteffekt.“
- Urbetsch: Sonnengesang oder Der Sturz des Phaëton, ein etwas anderes Oratorium für Sprecher, Sopran, Alt, Kammerchor und Klavierquintett. Dortmund 2019.
- Peter Przystaniak: Einsam, Liebes-(Sehn-)Sucht und Telefon, Lieder für Mezzosopran und Klavier. 2023.
- Joschi Krüger: Das Versprechen, Mini-Oper für Kinder (Freiburg 1991), im Rahmen eines Kompositionswettbewerbs der Internationalen Gesellschaft für Neue Musik (IGNM / ISCM) prämiert und 1992 bei den World-Music-Days an der Oper Warschau uraufgeführt. – Von Siegfried Carl 1997/98 auf Wunsch des Komponisten mit einem neuen Text versehen: Tamagotchi – oder ‚Vergiss die Reset-Taste!‘, Märchen für Kinder und Erwachsene.[9]

## Werkausgabe Siegfried Carl | salamandra edition
- Amor und Psyche – Gedichte um Liebe. (mit einem Nachwort von Jakob Ossner) Norderstedt 2021, ISBN 978-3-7534-7763-3
- Feier der Töne – Gedichte zu Musik. (mit einem Nachwort von Guido Johannes Joerg) Norderstedt 2021, ISBN 978-3-7534-9503-3
- Herrenalb-Trilogie – drei Stücke. (mit Nachworten von Jakob Ossner) Norderstedt 2021, ISBN 978-3-7534-7702-2
- Metamorphosen – Gedichte zyklisch. Norderstedt 2021, ISBN 978-3-7528-9470-7
- Leben und Lassen – Vermischte Gedichte. Norderstedt 2021, ISBN 978-3-7543-5666-1
- Goethe liebt... – Die intime Lebensbeichte des Geheimen Rathes Johann Wolfgang von Goethe [eine Textkompilation]. Norderstedt 2021, ISBN 978-3-7557-0004-3
- Ypsilon träumt – Eine frühneuzeitliche Kurzgeschichte als utopische Vers-Erzählung (aus einer Inkunabel von 1480). Norderstedt 2022, ISBN 978-3-7543-0208-8
- Dramatisches – Libretti – Stücke – Szenen. Norderstedt 2022, ISBN 978-3-7568-1482-4
- ...immer Luise – Poetische Literaturgeschichten über Schriftstellerinnen des 18. bis frühen 20. Jahrhunderts. (mit einem Nachwort von Irene Ferchl) Norderstedt 2024, ISBN 978-3-7597-2120-4

„Einen Blick in die deutsche Literaturgeschichte anhand der Zusammenstellung von AutorInnen zu werfen, denen ein so kontingentes Kriterium wie der Vorname gemeinsam ist, scheint ausgesprochen willkürlich und darum wenig vielversprechend. Dass ein solches Unterfangen tatsächlich sehr informativ und dabei sogar noch ausgesprochen unterhaltend sein kann, hat Siegfried Carl mit seinen ‚poetische[n] Literaturgeschichten über Schriftstellerinnen des 18. bis frühen 20. Jahrhunderts‘ unter Beweis gestellt. […] Das Vorhaben des Autors, mit seiner ‚Präsentation eines Stückes kulturellen Erbes teilweise vergessener schreibender Frauen ein Desiderat zu füllen‘, darf als rundum gelungen bezeichnet werden. Und wichtiger noch: Sein Buch könnte anregen, zu dem einen oder anderen Text dieser Frauen selbst zu greifen. Bei etlichen dürfte es sich lohnen.“
Mehrere der Biographien von schreibenden Frauen aus „… immer Luise“ sowie Gedichte Siegfried Carls wurden in die FemBio-Datenbank aufgenommen.
- Aschenputtel – neu in Verse gebracht (mit Zeichnungen von Barbara Heuer) Norderstedt 2025, ISBN 978-3-7693-5544-4